# Río Taraira
El río Taraira (o Traira) es un río amazónico de Colombia, un afluente del río Apaporis,  y este a su vez del río Caquetá (Japurá en Brasil).
La totalidad del Taraira forma parte del límite internacional que separa el estado de Amazonas en Brasil del departamento de Vaupés en Colombia. Fluye hacia el Japurá en la frontera cerca de Vila Bittencourt, un asentamiento brasileño.